# Crypsiphona occultaria
Crypsiphona occultaria är en fjärilsart som beskrevs av Achille Guenée 1858. Crypsiphona occultaria ingår i släktet Crypsiphona och familjen mätare. Inga underarter finns listade i Catalogue of Life.

## Bildgalleri

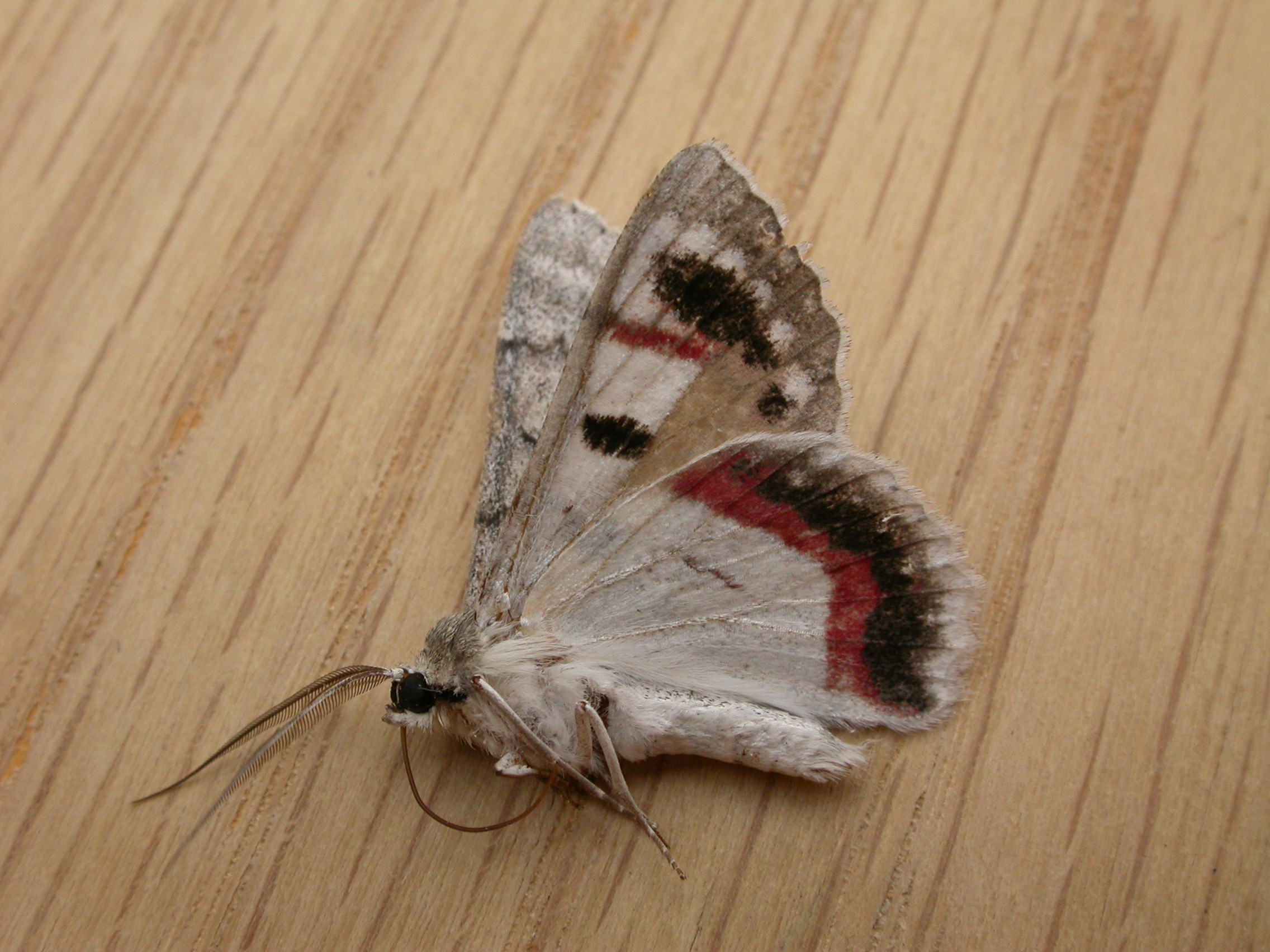
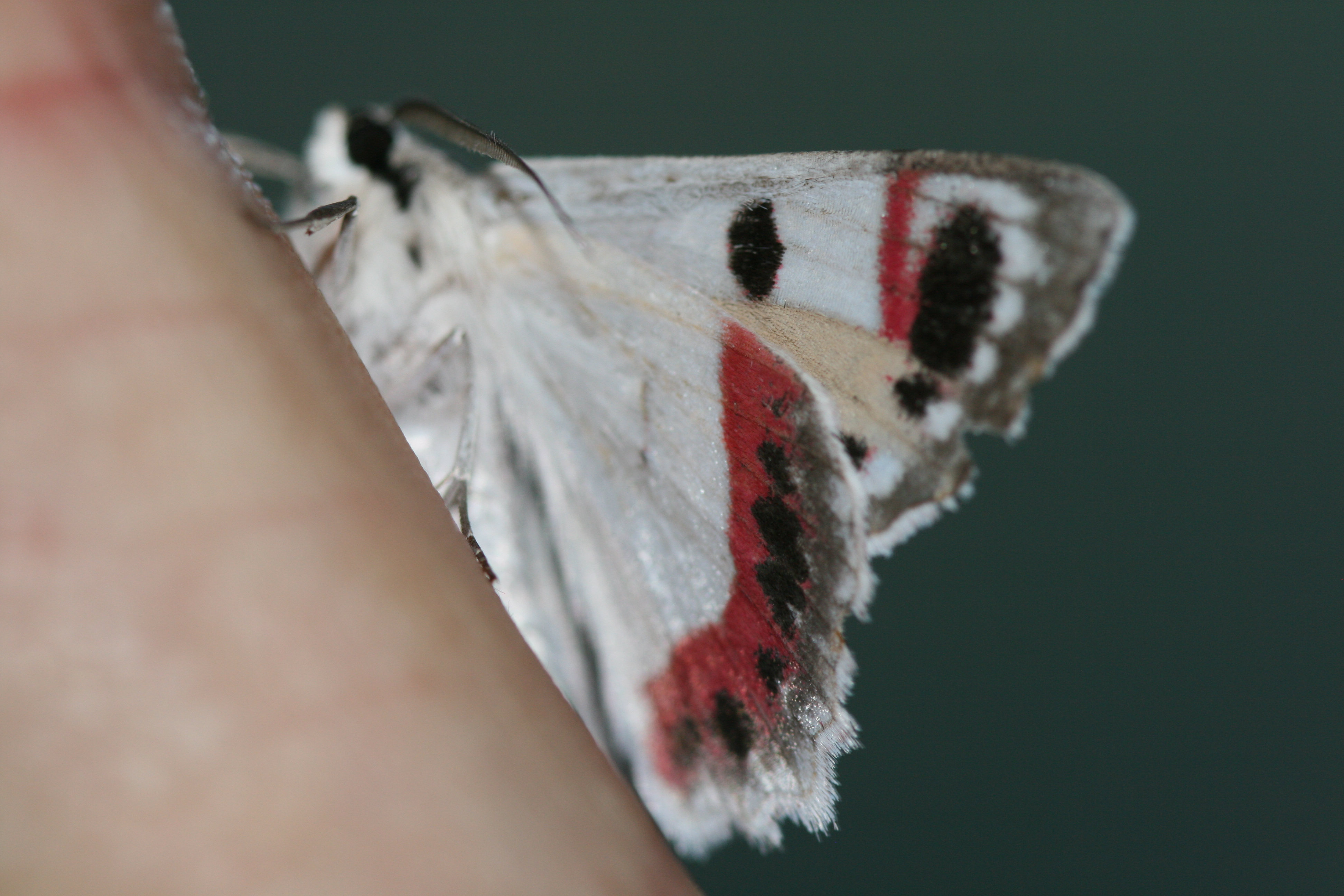
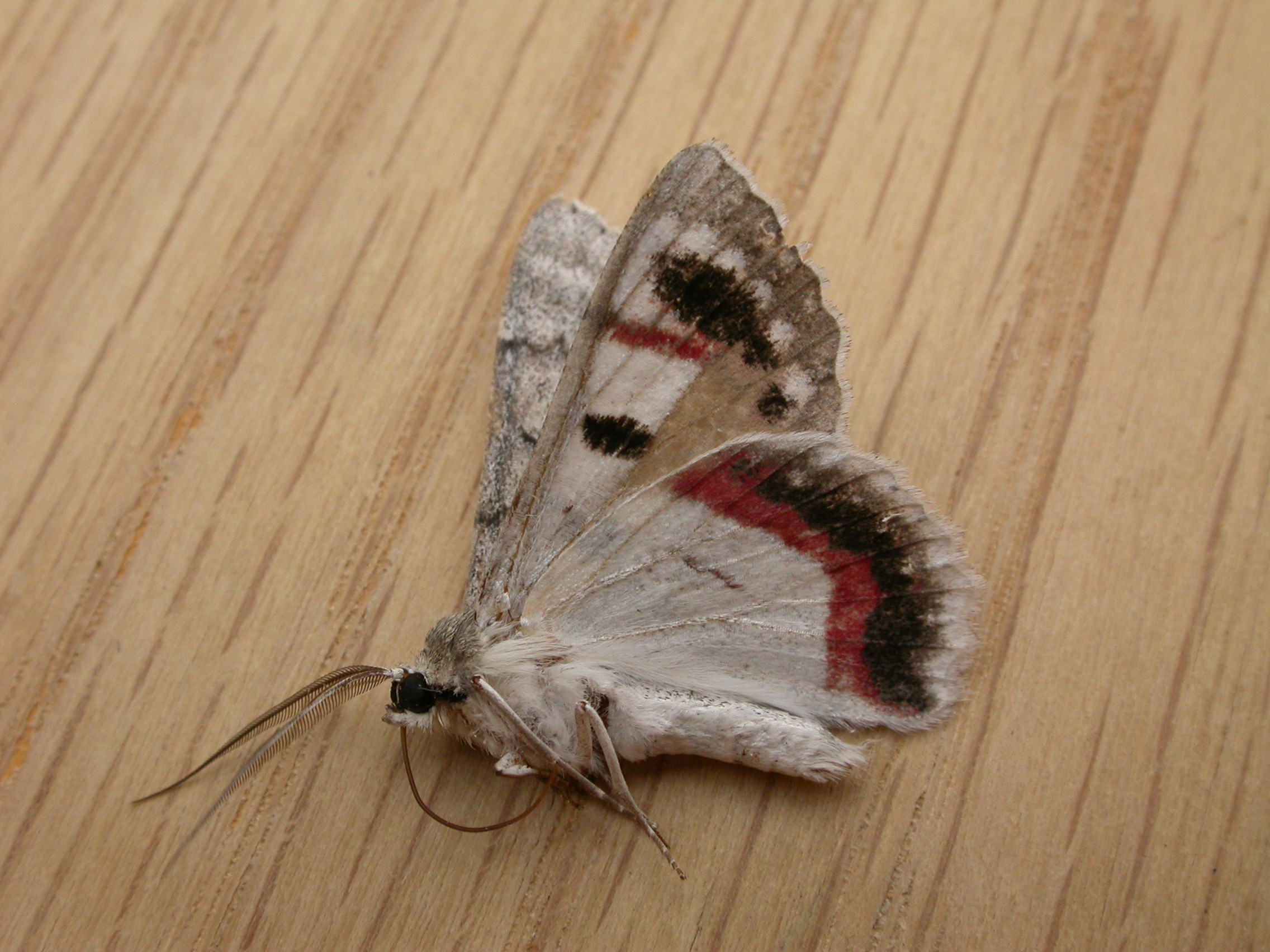